# Fonty PostScript
Fonty PostScript – specyfikacja fontów opracowana przez Adobe Systems dla potrzeb profesjonalnego składu cyfrowego, która do kodowania używa formatu plików PostScript.

## Typy fontów

### Type 0
Type 0 to format kompozytowy. Składa się z fontu wysokopoziomowego, który odnosi się do wielu fontów pochodnych.

### Type 1
Format powstał w firmie Adobe w 1985 r. równolegle z samym językiem PostScript. Pierwotnie fonty te zostały zastosowane w komputerach firmy Apple, które w tym samym czasie jako pierwsze weszły na rynek z graficznym środowiskiem pracy użytkownika (a nie jak do tej pory – znakowym) oraz z przystosowaną do druku w tym trybie drukarką laserową. Umożliwiało to całkowitą zmianę w podejściu do tekstu drukowanego – można było drukować dowolne kształty liter i w płynnej skali wielkości.
Znaki w Type 1 opisane są za pomocą krzywych Béziera trzeciego stopnia tworzących obwiednie (kontury) kształtów znaków w dwuwymiarowym układzie współrzędnych. Krzywe te są definiowane poprzez ciągi punktów kontrolnych (węzłów). Fonty Type 1 pozwalają przekształcać litery jako obiekty graficzne zależnie od możliwości używanego oprogramowania (zmiana stopnia pisma, transformacja kształtu, niezależna zmiana konturu i wypełnienia etc.) oraz przede wszystkim w zależności od możliwości urządzeń drukujących (w różnych technikach), naświetlających czy plotujących.
Fonty Type 1 zawierają się w dwu plikach (co najmniej), czym się różnią od fontów True Type będących w całości w jednym pliku.

## Formaty plików

### CID
Fonty CID (z ang. Character Identifier font) to struktura stworzona pierwotnie dla zapisu formatów fontów PostScript z myślą o przechowywaniu dużej ilości glifów. Został opracowany w celu obsługi wschodnioazjatyckich zestawów ideograficznych, które składają się z o wiele większych znaków niż systemy pisma łacińskie, greckie lub cyrylica.

### Compact Font Format
Compact Font Format (znany też jako CFF, Type 2 lub CFF/Type 2) to format bezstratnej kompresji formatu Type 1 za pomocą znaków Type 2. Został zaprojektowany w celu zmniejszenia wielkości pliku w porównaniu z fontami Type 1 poprzez użycie operatorów z wieloma argumentami, różnych predefiniowanych wartości domyślnych, bardziej efektywego zapisu kodowanych wartości i współdzielonych podprogramów w rodzinach fontów (FontSet).